# Patelloida saccharina
Espèce
Patelloida saccharina est une espèce de mollusques gastéropodes marins appartenant à la famille des Lottiidae.

## Répartition
Ce mollusque très rare peuple le Pacifique et l'Océan Indien.

## Description

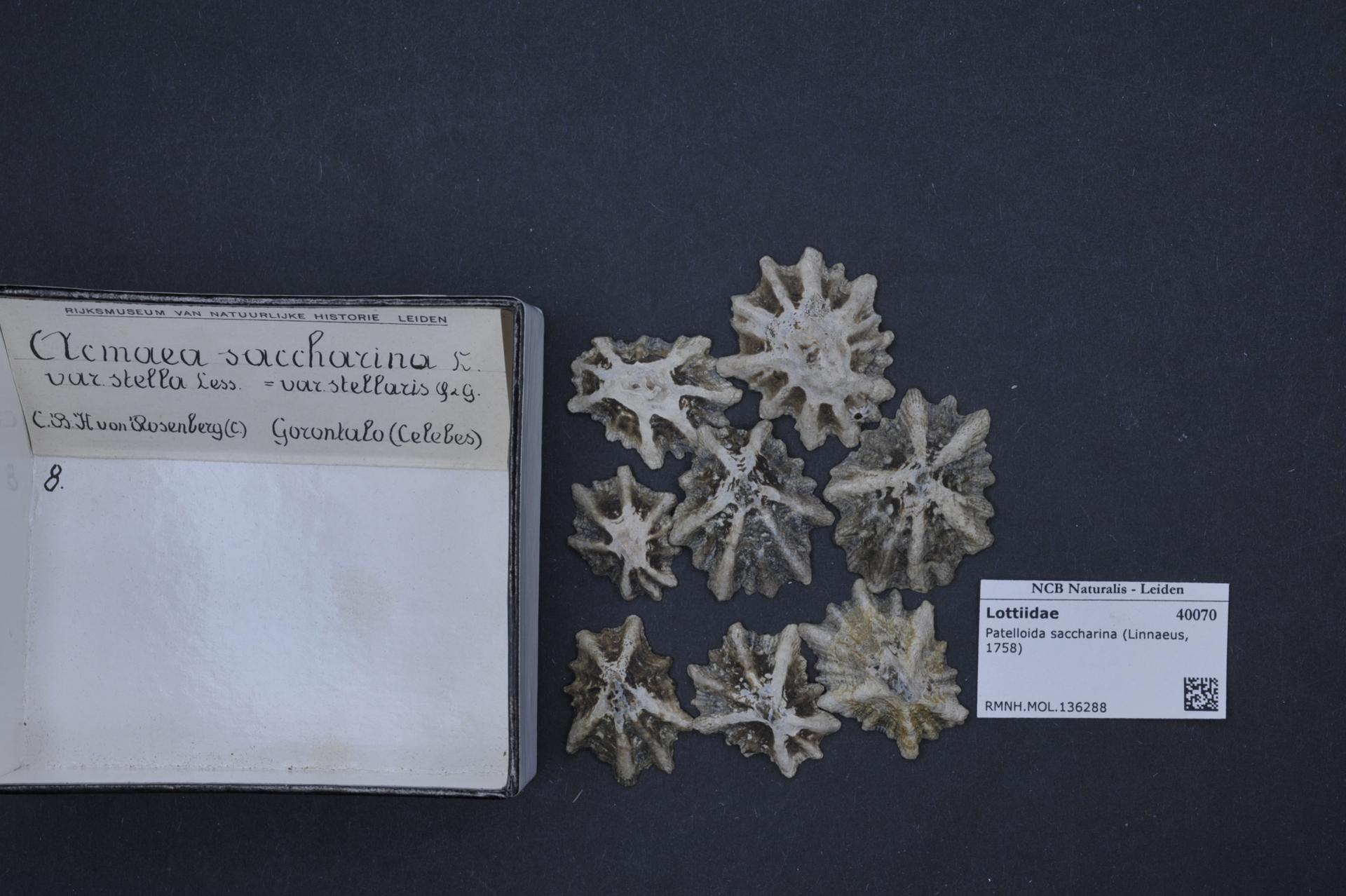
Patelloida saccharina, Centre de biodiversité Naturalis, Leyde, Pays-bas

Il mesure environ 4 cm de longueur.

## Source
- Arianna Fulvo et Roberto Nistri (2005). 350 coquillages du monde entier. Delachaux et Niestlé (Paris) : 256 p.  (ISBN 2-603-01374-2)